# 熊崎健翁
熊﨑 健翁（くまさき けんおう、旧名：健一郎（けんいちろう）、明治14年5月5日（1882年6月20日）- 1961年8月25日）は日本の運命学者。熊﨑式姓名学の創始者。

## 略歴
教員を勤めた後、1901年（明治34年）に中京新聞社に入社する。三重成功新聞、伊勢新聞、大阪新報、時事新報などで記者として活躍し、1903年（明治36年）に熊﨑式速記を発表した。
1928年（昭和3年）に総合運命鑑定所である「五聖閣（ごせいかく）」を東京・大森に設立する。新聞社時代から研究していた易学の理論をもとに、姓名によって吉凶禍福を鑑定する「熊﨑式姓名学」を考案し、1929年（昭和4年）に女性向け月刊誌「主婦之友」において発表する。以来、その理論は一般に広く浸透し、日本における姓名判断の普及に大きく貢献した。
後妻ヨツは昭和の易聖といわれた加藤大岳の従姉で、加藤は熊崎と親戚になり可愛がられた。出典『会津人群像№48』「昭和の易聖加藤大岳」池月映　歴史春秋社　2024 
1932年（昭和七年）に易の思想に依拠した神道系の宗教「丶心道（）」（現在の丶心會）を創立する。
1961年8月25日、熱海市天神山の別荘において死亡。

## 著作
- 姓名の哲理(1931)
- 相学維新人相・手相・骨相(1934)
- 惟神皇道　心大義(1938)
- 熊崎易本義(1945)
- 運命の神秘(1948)
- 姓名の神秘(1951)
- 易占の神秘(1952)
- 人間と運命の原理(1951)
- 信名の大道(1954)
- 幸運の人生を語る -人生の明快なる解決(1954)
- 五聖閣・正易學奥秘(1959)
- 神秘姓名学決定編(1969)
- 宇宙開顕信名の道　神聖典
- 熊崎式姓名学大奥義
- 姓名学及知識
- 姓名乃科学